# 怯别
怯别（Kebek；？—1326年），察合台汗笃哇的幼子。蒙古帝国察合台汗国第十四代大汗。
1308或1309年怯别和父亲的旧臣密谋，在一次宴会上将察合台汗塔里忽暗杀，由此怯别暂时接管察合台汗国，并击败了力图复国的窩闊台汗國君主察八儿。1310年召集忽里台大会，推举从中原入朝归来哥哥也先不花为可汗。1315年，受命攻打伊儿汗国，侵扰呼罗珊，后来粮尽，东线侵扰元朝的军队也失败，于是撤军，后来在扎亦儿被元军击败。1320年，也先不花死后，弟弟怯别复位。怯别缓和了也先不花时代和元朝、伊兒汗国的紧张关系，1322年、1323年，向元朝进贡。火州（今中国新疆吐鲁番）的亦都护臣服怯别。1323年，再次侵扰元朝，六月与元朝和解。他进行政治改革，注重农业，铸钱币，在那黑沙不（今卡尔希）建立宫殿，作为定居地。察合台汗国中心移到河中地区。1326年去世。

## 延伸阅读
[在维基数据编辑]
 《新元史/卷107》，出自柯劭忞《新元史》